# تپه چهل دختران ۱
تپه چهل دختران ۱ مربوط به هزاره سوم تا۱ قبل از میلاد است و در شهرستان اسفراین، بخش مرکزی، روستای چهل دختران واقع شده و این اثر در تاریخ ۷ مهر ۱۳۸۱ با شمارهٔ ثبت ۶۳۶۱ به‌عنوان یکی از آثار ملی ایران به ثبت رسیده است.